# Ethias
Ethias ist ein belgischer Versicherungskonzern aus Lüttich, der auch als Bank agiert. Bis 2003 trug er den Namen SMAP (Société Mutuelle des Administrations Publiques, d. h. Versicherungsgesellschaft auf Gegenseitigkeit der öffentlichen Verwaltungen) im französischsprachigen Teil und OMOB (Onderlinge Maatschappij der Openbare Besturen) im niederländischsprachigen Teil des Landes. Die Gesellschaft änderte ihren Namen u. a. auch aus Gründen der Einheitlichkeit in den drei Sprachgebieten des Landes.

## Geschichte
1919 gründete eine Gruppe von Gemeinde- und Provinzialverwaltungen die Versicherungsgesellschaft auf Gegenseitigkeit der öffentlichen Verwaltungen gegen Feuer, Blitz und Explosionen, sie trug den Namen „SMAP“.
Anfangs richtete sie sich an den öffentlichen Sektor und an öffentliche Unternehmen, seit Januar 2000 ist sie ebenfalls den privaten Unternehmen und Privatpersonen zugänglich.

## Aktueller Stand
Alle Sparten vereint ist Ethias der drittgrößte Versicherer des Landes mit einem Marktanteil von 12,9 %. Ethias ist eine belgische, unabhängige Gesellschaft.

## Zielgruppe

### Öffentlicher Sektor und Unternehmen
Ethias (zur damaligen Zeit SMAP) wurde durch Vertreter von öffentlichen Behörden gegründet und ist ihrer Bestimmung nach Versicherer des öffentlichen Sektors und seiner Bediensteten.
Die Zahl ihrer Mitglieder hat sich im Laufe der Jahre erheblich gesteigert. Heute versichert sie unter anderem:
- den Föderalstaat, die Regionen und die Gemeinschaften
- die konstituierten Körperschaften (Kammer, Senat, Parlamente der Regionen und Gemeinschaften …)
- die 10 Provinzen
- mehr als 540 Städte und Gemeinden
- hunderte öffentliche Sozialhilfezentren und Gesellschaften für sozialen Wohnungsbau
- tausende interkommunale und halbstaatliche Gesellschaften, Einrichtungen öffentlichen Interesses und Vereinigungen diverser Art

Seit dem 1. Januar 2000 ist Ethias ebenfalls den privaten Unternehmen zugänglich.

### Privatpersonen
Im Januar 2000 wurde Ethias offiziell allen zugänglich, sie versichert nicht mehr ausschließlich die Bediensteten des öffentlichen Sektors und deren Angehörige.

## Struktur
Die Struktur der Ethias-Gruppe beinhaltet verschiedene Ebenen.
- An der Spitze befindet sich der Versicherungsverband auf Gegenseitigkeit „Ethias Gemeines Recht“. Er ist zugelassen für die Ausübung der Zweige „Unfälle“ und „Krankheit“. „Ethias Gemeines Recht“ ist gemeinsam mit dem Belgischen Staat, der Wallonischen Region und der Flämischen Gemeinschaft Aktionär der Holding „Ethias Finance AG“.
- „Ethias Finance AG“ besitzt 100 % der Aktien der « Ethias AG ».
- „Ethias AG“ ist ein Versicherungsunternehmen, zugelassen für die Ausübung aller Nicht-Leben-Versicherungszweige, der Lebensversicherungen, der Heirats- und Geburtenversicherungen sowie der Kapitalisierungsgeschäfte. Ethias AG für ihren Teil hält die Gesamtheit der Beteiligungen in den anderen Gesellschaften der Gruppe.

Für jeden Verband oder für jede Gesellschaft:
- Die Generalversammlung der Mitglieder oder der Aktionäre bespricht oder genehmigt die Rechnungen, erteilt dem Verwaltungsrat Entlastung, entscheidet über die Vorschläge zur Abänderung der Satzungen und zur Verteilung der Beitragsrückerstattungen oder Gewinnbeteiligungen.
- Der Verwaltungsrat bestimmt die allgemeine Politik des Unternehmens und beaufsichtigt dessen Geschäftsführung.
- Der Direktionsausschuss ist mit der Geschäftsführung und der effektiven Leitung des Verbands oder der Gesellschaft beauftragt.

## Verschiedenes
Ethias ist Sponsor der Belgischen Basketballliga, der Ethias League und verleiht ihren Namen der Ethias Arena.